# Hilleren
Hilleren est une île norvégienne du comté de Hordaland appartenant administrativement à Bømlo.

## Description
Rocheuse et désertique, elle s'étend sur environ 684 m de longueur pour une largeur approximative de 61 m. 